# Štadión FC ViOn
Štadión FC ViOn je fotbalový stadion slovenského klubu FC ViOn Zlaté Moravce, má kapacitu 4 006 míst. Osvětlení stadionu je 1 400 luxů.
Hlavní tribuna z roku 2002 má kapacitu 550 míst. Stadión disponuje kromě umělého osvětlení také kamerovým a turniketovým systémem. 26. března 2008 zde sehrála přátelský zápas slovenská fotbalová reprezentace proti Islandu. Hosté zvítězili 2:1.
V roce 2013 se začal realizovat projekt modernizace fotbalových stadionů na Slovensku, na který vláda SR vyhradila celkovou dotaci 45 milionů eur za 10 let (4,5 mil. ročně). Pro stadion ve Zlatých Moravcích by měla činit celková výše dotace 1 milion eur. V létě 2014 již byla téměř hotová nová tribuna a začalo se z vyhříváním trávníku.